# Già hóa dân số
Lão hóa dân số hay Già hóa dân số là sự gia tăng độ tuổi trung vị của dân số một vùng do tỷ suất sinh giảm và/hoặc tuổi thọ trung bình tăng. Ở hầu hết các nước, tuổi thọ trung bình tăng lên và dân số bị lão hóa (xu hướng này ban đầu tăng cao ở các nước có nền kinh tế phát triển, nhưng nay cũng thấy ở các nước kinh tế kém phát triển hơn). Đây là tình trạng chung của các nước trên thế giới ngoại trừ 18 nước được Liên Hợp Quốc chỉ định là "giá trị ngoại lệ nhân khẩu học". Tình trạng dân số bị lão hóa hiện nay đang đạt đỉnh trong lịch sử nhân loại. Liên Hợp Quốc dự đoán tỷ lệ lão hóa dân số trong thế kỷ XXI sẽ vượt mức thế kỷ trước.  Tính từ năm 1950, số người từ 60 tuổi trở lên đã tăng gấp ba lần, đạt 600 triệu người trong năm 2000 và vượt ngưỡng 700 triệu năm 2006. Số người trung niên và cao niên dự đoán sẽ chạm mốc 2,1 tỉ người trước năm 2050. Các nước khác nhau có mức độ và tốc độ lão hóa dân số khác nhau, Liên Hợp Quốc phỏng đoán những nơi tiến trình lão hóa dân số diễn ra sau sẽ có ít thời gian hơn để đối phó với các ảnh hưởng của nó.

## Tổng quan
Lão hóa dân số là sự thay đổi phân bố dân số một nước theo hướng tăng cao tỉ lệ người cao tuổi. Điều này thường được phản ánh qua việc tăng độ tuổi bình quân và độ tuổi trung vị của dân số, giảm thiểu tỷ lệ trẻ nhỏ, và gia tăng tỷ lệ dân số trung niên. Tình trạng lão hóa dân số xảy ra khắp thế giới. Hiện tượng này diễn ra sớm nhất ở các nước có trình độ phát triển cao nhất, nhưng nay lại tăng nhanh hơn ở các vùng ít phát triển hơn, nghĩa là lượng người cao tuổi sẽ tập trung cao ở các vùng ít phát triển hơn trên thế giới. Viện Lão hóa Dân số Oxford (Oxford Institute of Population Ageing), tuy vậy, kết luận rằng lão hóa dân số có sự giảm thiểu đáng kể ở Châu Âu và sẽ có những tác động lớn nhất vào tương lai Châu Á, đặc biệt bởi Châu Á đang nằm ở giai đoạn năm của mô hình dịch chuyển dân số.
Ở các nước đang được Liên Hợp Quốc xếp vào loại phát triển hơn (với tổng dân số 1,2 tỷ người vào năm 2005), độ tuổi trung vị đã tăng từ 28 vào năm 1950 lên 40 vào năm 2010, và được dự đoán sẽ lên đến 44 trước năm 2050. Các con số tương tự khi tính tổng dân số thế giới lần lượt là 24 năm 1950, 29 năm 2010, và 36 năm 2050. Ở các vùng ít phát triển hơn, độ tuổi trung vị sẽ tăng từ 26 tuổi năm 2010 lên 35 tuổi năm 2050.
Lão hóa dân số gia tăng là hệ quả của hai tác nhân nhân khẩu học: gia tăng tuổi thọ và giảm thiểu năng lực sinh sản. Tuổi thọ con người gia tăng kéo theo sự gia tăng của độ tuổi trung bình do số lượng người cao tuổi tăng lên. Năng lực sinh sản giảm làm giảm sút số lượng trẻ nhỏ, và vì thế, tổng số người trẻ cũng giảm xuống. Trong hai nguyên nhân này, giảm thiểu năng lực sinh sản là tác nhân chính gây ra hiện tượng lão hóa dân số trên thế giới hiện nay. Cụ thể hơn, tỷ lệ sinh ngày nay giảm sút mạnh mẽ so với nửa cuối thế kỷ trước chính là lý do quan chính yếu của hiện tượng lão hóa dân số ở các nước phát triển nhất trên thế giới. Bởi vì nhiều nước đang phát triển đang có những bước chuyển hóa sinh sản nhanh hơn, các nước này trong tương lai thậm chí sẽ phải trải qua quá trình lão hóa dân số nhanh hơn các quốc gia phát triển hiện nay.
Trong ba thập kỷ tới, tỉ lệ các nhóm tuổi cao hơn sẽ dần tăng lên trên biểu đồ tháp dân số; tuy nhiên, chỉ có vài nước biết được là liệu nhóm dân cư cao tuổi hơn sẽ sống phần đời còn lại trong điều kiện sức khỏe tốt hay xấu. "Rút ngắn giai đoạn suy kiệt" (tiếng Anh: compression of morbidity) với mong muốn giảm thiểu sự yếu kém của tuổi già, trong khi kéo dài tuổi thọ lại đồng nghĩa với kéo dài tình trạng sức khỏe kém. Một giải pháp khác cho tình huống này là "cân bằng động" (tiếng Anh: dynamic equilibrium).  Đây là thông số sống còn cho các chính phủ nếu tuổi thọ tối đa gia tăng không ngừng, như nhiều nhà nghiên cứu tin tưởng. Các bộ nghiên cứu sức khỏe gia đình, như Khảo sát Sức khỏe Thế giới (tiếng Anh: World Health Survey) và Nghiên cứu về Lão hóa dân số và Sức khỏe người thành niên toàn cầu (tiếng Anh: Study on Global Ageing and Adult Health (SAGE)), của Tổ chức Y tế Thế giới được thực hiện để cung cấp bằng chứng cần thiết về sức khỏe và chế độ an sinh. Khảo sát này có sự tham gia của 308.000 người ở độ tuổi trên 18 và 81.000 người trên 50 tuổi đến từ 70 quốc gia khác nhau.
Khảo sát Lão hóa Toàn cầu (tiếng Anh: The Global Ageing Survey) dưới sự dẫn dắt của George Leeson, tìm hiểu về thái độ, dự đoán và hành vi khi con người bước vào độ tuổi về chiều và hưu trí. Khảo sát này có sự tham dự của 44.000 người trong độ tuổi 40–80 ở 24 quốc gia trên toàn cầu đã cho thấy rằng có nhiều người thực sự quan tâm về trình trạng lão hóa dân số toàn cầu cũng như ảnh hưởng của nó lên cuộc sống của họ và các thế hệ con cháu họ.
Canada là nước có tỉ lê nhập cư trên đầu người cao nhất thế giới, phần nào cũng làm giảm tình trạng lão hóa dân số ở nước này. Viện C. D. Howe, một think tank theo quan điểm bảo thủ, đã chỉ ra rằng nhập cư không thể được xem là giải pháp khả thi để chống lại tình trạng lão hóa dân số. Kết luận này cũng có thể bắt gặp trong nhiều công trình nghiên cứu của các học giả khác. Các nhà nhân khẩu học Peter McDonald và Rebecca Kippen nhận định, "[d]o sinh suất hạ thấp xa dưới mức thay thế, mức di cư thuần thường niên cần phải đặc biệt tăng cao để duy trì mục tiêu tăng trưởng dân số ở mức thậm chí zero".

## Lão hóa dân số trên thế giới
Tiến trình lão hóa dân số đang tăng cao đột ngột.

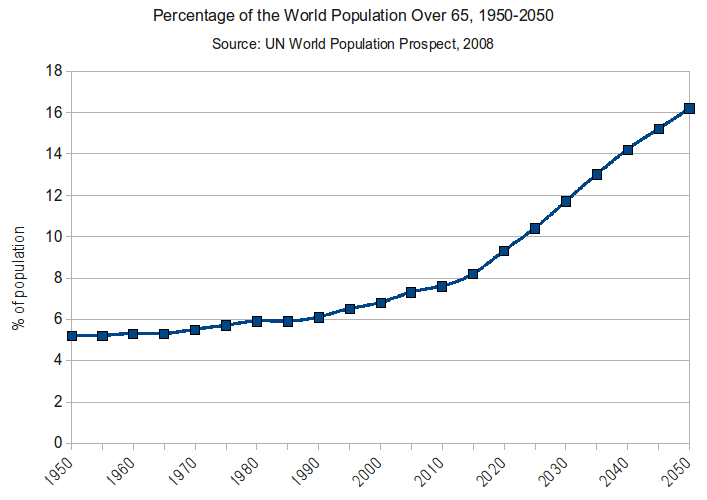
Tỷ lệ phần trăm dân số thế giới trên 65 tuổi

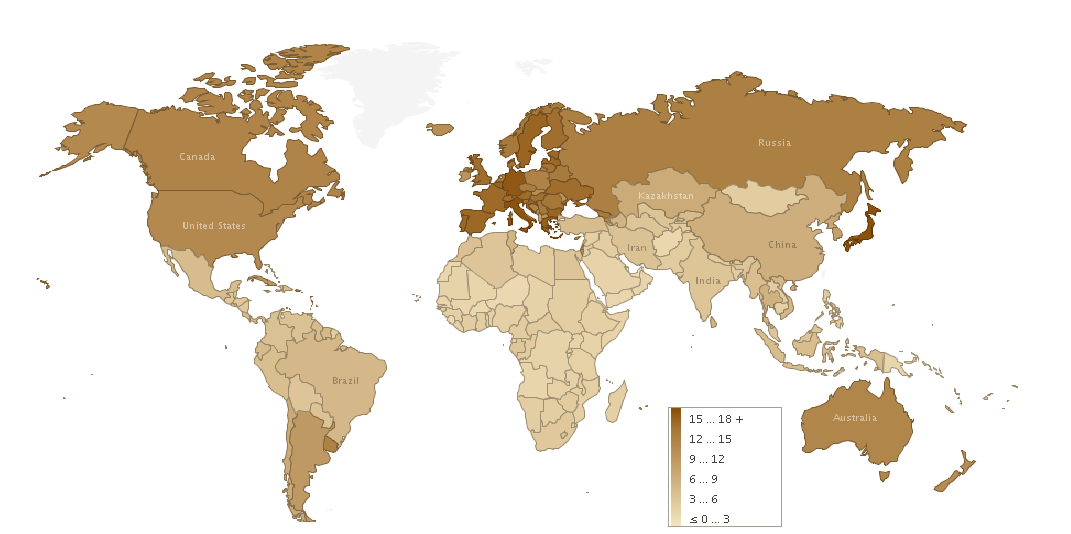
This map illustrates global trends in ageing by depicting the percentage of each country's population that is over the age of 65. Những nước phát triển hơn có dân số già hơn vì người dân ở đó sống thọ hơn. Trong khi đó, những nước kém phát triển hơn có dân số trẻ hơn. [http://manyeyes.alphaworks.ibm.com/manyeyes/visualizations/percent-of-population-over-65-by-c An interactive version of the map is available here.

Châu Á và Châu Âu là hai vùng có số lượng quốc gia đáng kể phải đối mặt với hiện tượng lão hóa dân số trong tương lai gần. Trong vòng 20 năm tới, ở những vùng này, nhiều nước sẽ gặp phải tình trạng nhóm dân cư trên 65 tuổi sẽ là thành phần đông đúc nhất xã hội và độ tuổi trung bình đạt đến ngưỡng 50. Viện Lão hóa Dân số Oxford quan sát hiện tượng lão hóa dân số trên toàn cầu. Các nghiên cứu của viện cho rằng nhiều quan điểm về lão hóa dân số toàn cầu chỉ dựa trên sự đồn đoán và sẽ có nhiều cơ hội lớn cho thế giới khi dân số toàn cầu trưởng thành hơn.  Trong cuốn Xã hội Lão hóa (Ageing Societies), giám đốc viện này, giáo sư Sarah Harper nhấn mạnh những hệ quả tới công việc, gia đình, sức khỏe, giáo dục và công nghệ của quá trình lão hóa dân số thế giới.
Hầu hết các nước phát triển (với Hoa Kỳ là ngoại lệ đáng chú ý) có mức sinh thay thế thấp (tiếng Anh: sub-replacement fertility), và sự tăng dân số phụ thuộc phần lớn vào tình trạng nhập cư cùng với đà tăng dân số sẵn có, xảy ra từ các thế hệ đông đúc trước đây hiện có tuổi thọ trung bình cao hơn.
Trong số xấp xỉ 150.000 người qua đời mỗi ngày trên thế giới, khoảng hai phần ba—100.000 người mỗi ngày—chết vì các nguyên nhân tuổi tác. Ở các nước công nghiệp hóa, tỷ lệ này cao hơn nhiều, đạt mức 90%.

## Chính sách an sinh xã hội
Tác động kinh tế gây ra bởi tình trạng dân số bị lão hóa là điều đáng chú trọng. Người lớn tuổi có có khoản tiết kiệm tích lũy cao hơn người trẻ, nhưng mức chi tiêu cho hàng tiêu dùng ít. Tùy vào độ tuổi diễn ra sự thay đổi này, một đất nước có dân số lão hóa có thể khiến cho tình trạng lãi suất thấp và những lợi ích kinh tế từ tỉ lệ lạm phát thấp. Cũng bởi người cao niên elderly people are more inflation averse, các nước với tỉ lệ dân số già cao thường có mức lạm phát thấp . Một số kinh tế gia (Nhật Bản) nhận ra những lợi ích từ xu hướng thay đổi trong cơ cấu dân số này, đáng chú ý là cơ hội để xúc tiến quá trình tự động hóa và phát triển công nghệ mà không gây ra nạn thất nghiệp. Họ nhấn mạnh vào việc chuyển dịch từ GDP sang an sinh cá nhân.
Tuy vậy, nhiều khoản chi tiêu bị đội lên do hiện tượng lão hóa dân số, bao gồm những khoản từ nguồn tài chính công. Lĩnh vực chi tiêu lớn nhất ở nhiều nước hiện nay dành cho chăm sóc y tế, vẫn tăng lên chóng mặt kèm hiện tượng lão hóa dân số. Các chính phủ lúc này phải đứng giữa hai lựa chọn khó khăn giữa phải tăng thuế, gồm cả khả năng tái cân nhắc các khoản thuế vào cả thu nhập và tiêu thụ, và việc hạn chế vai trò của chính phủ trong việc cung cấp các dịch vụ y tế. Tuy vậy, các nghiên cứu gần đây ở một số nước cho thấy sự tăng vọt trong chi phí chăm sóc y tế phần nhiều là do giá thuốc và phí khám sức khỏe tăng cao, và tần suất sử dụng xét nghiệm trong chẩn đoán y khoa trong mọi độ tuổi, mà không phải bởi hiện trạng lão hóa dân số như đã thường bị quy chụp.
Khoản chi tiêu lớn thứ nhì của hầu hết chính phủ các nước là dành cho giáo dục, kèm với hiện tượng lão hóa dân số, khoản này có xu hướng giảm xuống, đặc biệt khi số lượng người trẻ muốn tiếp tục học tập sau phổ thông ngày càng ít đi khi nhu cầu xã hội càng lúc càng thúc ép họ mau chóng tham gia lực lượng lao động.
Hệ thống an ninh xã hội bắt đầu trải qua những khó khăn. Tính ổn định của các chính sách hưu trí phúc lợi gặp phải những vấn đề khi tuổi thọ con người được tăng lên. Thời gian hưởng lương hưu kéo dài lại không đi đôi với việc mở rộng giai đoạn làm việc tích cực hoặc gia tăng nguồn đóng góp cho quỹ hưu trí, hậu quả là, tỉ lệ thay thế bị kéo giảm. Trong những năm gần đây, nhiều nước đã thông qua các chính sách khác nhau để tăng cường nguồn lực tài chính cho hệ thống hưu trí của mình, mặc dù những khó khăn về thiếu hụt ngân sách hưu trí vẫn hiện hữu.
Dự đoán về việc dân số tiếp tục bị lão hóa đặt ra những câu hỏi về ngân sách phúc lợi của các nước. Đầu thập niên 2000, Tổ chức Y tế Thế giới thiết lập hướng dẫn nhằm khuyến khích một "quá trình lão hóa chủ động" và giúp các chính quyền địa phương đối diện với các thử thách của dân số già (Global Age-Friendly Cities) với các vấn đề về đô thị hóa, nhà ở, giao thông, hòa nhập xã hội, dịch vụ y tế, v.v.  Chính quyền địa phương đã định rõ để đáp ứng nhu cầu của lượng dân cư có số lượng nhỏ, tuy nhiên, do nguồn tài nguyên giữa các địa phương có nhiều khác biệt (e.g. các khoản thuế tài sản, sự hiện hữu của các tổ chức cộng đồng), trách nhiệm lớn hơn của chính quyền địa phương có vẻ như là làm tăng sự bất bình đẳng. Tại Canada, những người cao tuổi may mắn nhất và khỏe mạnh thường sống tại những thành phố lớn, thịnh vượng, nơi cung cấp da đạng dịch vụ tiện nghi, trong khi những người ít có cơ may như vậy thì sống với những nguồn lợi ít ỏi. Dịch vụ nhà ở cho người cao niên tại cách thành phố lớn cũng hỗ trợ tốt việc chăm sóc sức khỏe và hòa nhập xã hội (như thuốc men, hoạt động nhóm và sự kiện) tại nơi sống; tuy vậy những người kém may mắn hơn không có những cơ hội này.
Dân số bị lão hóa cũng buộc công cuộc cải tiến công nghệ phải được đẩy mạnh, bởi một số giả thuyết về sụt giảm lực lượng lao động sẽ được bù đắp bởi hiện tượng thất nghiệp do công nghệ hay bởi tăng năng xuất lao động.
Ở Tây Phi nhìn chung và đặc biệt là ở Ghana, quan hệ của chính sách xã hội với tình trạng lão hóa nhân khẩu khá đa chiều, (như phân bố thành thị-nông thôn, cơ cấu giới tính, tỷ lệ biết chữ/mù chữ cũng như lịch sử nghề nghiệp và đảm bảo thu nhập cho họ). Các chính sách hiện thời ứng phó với tình trạng lão hóa ở Ghana còn khá rời rạc, theo kiểu đây chỉ mới là ý tưởng sơ khởi trên giấy tờ về cách người ta nên cải thiện chính sách thế nào để thích ứng với hiện tượng lão hóa dân số. Ý tưởng là vậy, nhưng hiện thực hóa chúng còn đơn lẻ với nguyên nhân có lẽ là do vẫn còn nhiều ý kiến mà một trong số đó là số lượng người cao tuổi vẫn là thiểu số trong xã hội.
Để đối phó với vấn đề lão hóa dân số, nhiều nước có xu hướng tăng độ tuổi hưu trí từ 60 lên 65 nhằm giảm chi phí trợ cấp từ GDP. Kỳ thị Tuổi tác có thể được định nghĩa như sau "sự phủ nhận có hệ thống và theo pháp định những quyền của người cao tuổi chỉ vì tuổi tác của họ từ các cá nhân, hội nhóm, tổ chức và các định chế". Dạng bạo hành này có thể xem là hệ quả của việc thiếu tri thức, thờ ơ, định kiến và sáo mòn. Các hình thức kỳ thị: tiếp cận kinh tế, tiếp cận xã hội, tiếp cận vật chất và tiếp cận công quyền.
Ở hầu hết các nước trên thế giới, đặc biệt các nước ở Châu Phi, người cao tuổi thường là giai cấp nghèo nhất trong xã hội, sống dưới chuẩn nghèo.